# Schweizer Badmintonmeisterschaft 1956
Die Schweizer Badmintonmeisterschaften 1956 fanden am 17. und 18. März 1956 in der Kantonsschulturnhalle von Zürich statt. Es war die zweite Austragung der nationalen Titelkämpfe im Badminton in der Schweiz.

## Titelträger
| Disziplin    | Sieger                             |
| ------------ | ---------------------------------- |
| Herreneinzel | Robert Baldin                      |
| Dameneinzel  | D. Hegar                           |
| Herrendoppel | Tilbert Haberfeld Edwin Lenzlinger |
| Damendoppel  | nicht ausgetragen                  |
| Mixed        | Tilbert Haberfeld D. Hegar         |